# Pokolenie
Pokolenie (generacja – łac. generatio „rodzenie, tworzenie”) – termin posiadający kilka konotacji związanych z urodzeniem, tworzeniem i prokreacją.

## Biologia
W biologii pokolenie to wszyscy potomkowie pary rodzicielskiej lub większej grupy osobników, którzy w jednakowym stopniu wywodzą się od nich.

## Genetyka
W genetyce pokolenie rodzicielskie oznacza się umownie literą P (z łaciny pater = ojciec, parentes = rodzice), pokolenie potomne oznaczane jest symbolem F (z łaciny filia = córka, filius = syn).

## Genealogia
W genealogii pokoleniem nazywa się krewnych pochodzących w tym samym stopniu od wspólnego przodka (jedno pokolenie obejmuje wszystkich kuzynów), a szerzej także grupę osób (spokrewnionych, zamieszkujących jeden teren lub innych) wchodzącą w wiek dorosły (rozrodczy) w podobnym okresie, np. pokolenie naszych rodziców, nasze pokolenie, pokolenie naszych dzieci itp. Stąd też wywodzi się określenie przechodzić z pokolenia na pokolenie (dotyczy np. obyczajów i zwyczajów prawnych). Kolejne pokolenie średnio rodzi się co 30 lat.

## Socjologia
W socjologii pokolenie definiowane jest na pięć sposobów. Są to:
1. ogniwo w ciągu genealogicznym – generacja jest określona przez biologiczną zależność między rodzicami a dziećmi i miejsce w schemacie pokrewieństwa, który wywodzi się od wspólnych przodków
2. ogniwo w ciągu kulturowym – pokolenie wyróżnia podział ról społecznych analogiczny do relacji rodzice-dzieci, np. nauczyciel-uczeń
3. zbiór osób w zbliżonym wieku, określony w przedziale trzeciej części stulecia – w tym ujęciu przyjmuje się, że ojciec jest przeciętnie o trzydzieści trzy lata starszy od dzieci
4. zbiór osób znajdujących się w poszczególnych fazach życia (okresach rozwojowych), np. dzieci, młodzi, dorośli, starzy; takie ujęcie jest ahistoryczne i pozwala na porównywanie analogicznych grup wieku w różnych społeczeństwach i epokach
5. wspólnota postaw i hierarchii wartości – cechy te przypisuje się wspólnym przeżyciom, doświadczeniom; to ujęcie jest historyczne i związane z określonymi datami procesu dziejowego – wówczas przykładowo wskazuje się na następujące pokolenia (uwaga: nie jest to typologia naukowa): generacja X, generacja Y, pokolenie Z lub pokolenie Jana Pawła II. Koncepcją próbującą uporządkować opis pokoleń w euro-atlantyckim kręgu kulturowym jest teoria pokoleń Straussa-Howe'a.

Pierwsze ujęcie służy opisowi pokolenia w strukturze życia rodzinnego, drugie w kręgu kulturowym, a pozostałe odnoszą się do społeczeństwa jako całości. 
W naukach społecznych funkcjonują także definicje z perspektywy: antropologii, polityki społecznej oraz demografii i ekonomii. W antropologii pokolenie dotyczy więzi i ról rodzinnych jednostek oraz pokrewieństwa i posiadania wspólnego przodka (np. ojciec, babka, pradziadek). W polityce społecznej pojęcie pokolenia odnosi się do aktywności zawodowej i uprawnień socjalnych przypisanych jednostkom w danych grupach wieku (np. wiek obowiązkowego pobierania nauki) oraz grup docelowych polityk wyodrębnionych poprzez podobieństwo faz cyklu życia (np. młodość, dorosłość, starość). Natomiast w demografii i ekonomii pokolenie jest definiowane jako grupa osób w zbliżonym wieku, urodzonych w podobnym okresie.
Według Piotra Szukalskiego z koncepcją pokolenia wiążą się m.in. następujące zagadnienia: relacje międzypokoleniowe (w tym tzw. „konflikt pokoleń”), kontrakt międzypokoleniowy, solidarność międzypokoleniowa, sprawiedliwość międzypokoleniowa, umowa społeczna, dobra publiczne, cykl życia, srebrna gospodarka, dyskryminacja ze względu na wiek, rachunkowość generacyjna, system podatkowy, bezpośrednie wydatki publiczne, polityka mieszkaniowa, polityka rodzinna.

## Na rynku pracy
Pokolenia budzą także duże zainteresowanie w kontekście rynku pracy. Różnice między pokoleniami X, Y, Z czy baby boomers w zakresie postaw wobec pracy zawodowej mają w ogromnym stopniu wpływać na to jak ludzie postrzegają swoją pracę i jak pracują oraz mają tworzyć wyzwanie dla osób zarządzających współczesnym organizacjami. Jednak silnie obecna w potocznych przekonaniach i anegdotycznych dowodach, wiara w znaczące różnice pomiędzy pracownikami z różnych pokoleń nie znalazła dotychczas potwierdzenia w badaniach naukowych a same pokolenia X, Y, Z uznawane są coraz częściej za stereotypy, których używanie jest nie tylko krzywdzące dla pracowników, ale może nawet prowadzić do generowania niepotrzebnych kosztów biznesowych np. na poszukiwania metod zarządzania wyimaginowanymi pokoleniami. Odwoływanie się do przynależności do pokoleń X, Y, Z (i innych), by wyjaśniać zachowania pracowników, zostało przez badaczy różnic międzypokoleniowych Rauvole, Rudolpha i Zachera, określone angielską nazwą generationalism, który jest definiowany jako forma ageismu – przekonania wynikającego ze stereotypów na temat wieku, które zakłada, iż wszyscy członkowie danego pokolenia mają podobne cechy właściwe dla tego pokolenia z jednoczesnym ignorowaniem różnic indywidualnych pomiędzy ludźmi.